# Arrade
Arrade là một chi bướm đêm thuộc họ Erebidae.

## Các loài
- Arrade cristatum Hampson, 1893
- Arrade destituta Walker, 1865
- Arrade erebusalis Walker, 1863
- Arrade leucocosmalis Walker, 1863
- Arrade percnopis Turner, 1908